# Oyake Akahachi

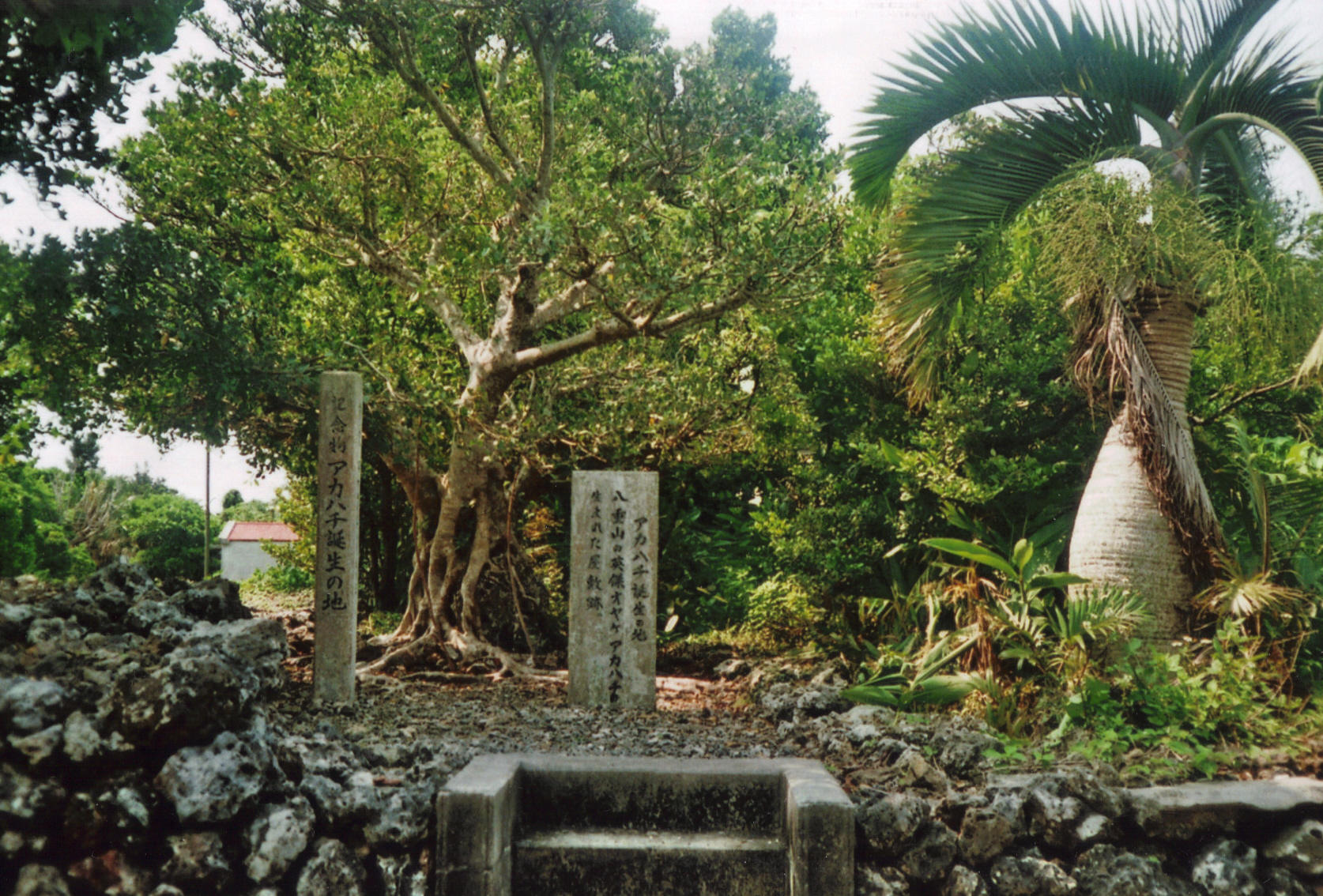
Mémorial Akahachi à Hateruma

Oyake Akahachi (オヤケアカハチ; 遠弥計赤蜂) est un chef local (anji) ryukyuan de l'île Ishigaki à la tête d'une rébellion contre les autorités d'Okinawa en 1500.

## Biographie
Akahachi, qui serait né sur Hateruma-jima, passe pour être grand et fort tout enfant déjà. Il s'installe dans l'île d'Ishigaki jeune adulte et devient chef du village d'Ōhama (de nos jours partie de la ville d'Ishigaki) peu après. Son influence s'étend bientôt sur toute l'île d'Ishigaki, et au-delà, dans d'autres îles de l'archipel des îles Yaeyama. À un moment donné à la fin du XVe siècle, les proches îles Miyako sont divisées entre deux familles influentes, les Nakasone et les Kaneshigawa, qui se battent entre elles pour la domination de la région. Cherchant à tirer profit du chaos et de la désunion, Akahachi propose une invasion des îles Miyako. 
Cependant, Nakasone Toyomiya (en) mène une contre-attaque contre Akahachi, submerge ses forces et passe à l'attaque de l'île de Yonaguni.
À cette époque, le royaume de Ryūkyū, basé à Shuri sur l'île d'Okinawa, ne dispose pas encore du contrôle direct sur les îles Yaeyama ou Miyako, mais attend simplement que soit payé un tribut. Akahachi conduit le peuple d'Ishigaki et des îles environnantes en révolte contre le royaume, en refusant de payer impôts ou tribut. Une force de quelque 3 000 soldats est envoyée de Shuri par le roi Shō Shin en 1500, et la rébellion est réprimée.
Alors que les documents officiels et les histoires produites par le royaume de Ryūkyū présentent Oyake Akahachi comme un rebelle et un traître, localement sur Ishigaki et les îles environnantes, il est connu comme un héros qui a cherché à obtenir leur liberté et leur indépendance. Une stèle en son honneur se trouve aukourd'hui dans le quartier Ōhama de la ville d'Ishigaki.

## Dans les arts
- Oyake Akahachi (オヤケアカハチ?) (1937), coréalisé par Shirō Toyoda et Tsutomu Shigemune.